# Sarcophaga curva
Sarcophaga curva är en tvåvingeart som beskrevs av Reed 1974. Sarcophaga curva ingår i släktet Sarcophaga och familjen köttflugor.
Artens utbredningsområde är Mauritius. Inga underarter finns listade i Catalogue of Life.